# Gießener Nordkreuz
Gießener Nordkreuz is een knooppunt in de Duitse deelstaat Hessen.
Op dit knooppunt sluit de A485 Langgöns-Gießener Nordkreuz die naar het noorden overgaat in de B3 richting Marburg aan op de A480 Wetterberg-Reiskirchener Dreieck.

## Geografie
Het knooppunt ligt in het noordoosten van de stad Gießen.
Het knooppunt ligt ongeveer 4 km ten noordoosten van het centrum van Gießen.

## Richtingen knooppunt
| Aansluitende wegen                                             | Aansluitende wegen                        | Aansluitende wegen                        | Aansluitende wegen | Aansluitende wegen |
| -------------------------------------------------------------- | ----------------------------------------- | ----------------------------------------- | ------------------ | ------------------ |
|                                                                |                                           | richting Marburg                          |                    |                    |
|                                                                |                                           |                                           |                    |                    |
| Gießener Ring richting Wettenberg / Wetzlar Limburg / Dortmund | richting Fulda / Erfurt Kassel / Hannover |                                           |                    |                    |
|                                                                |                                           |                                           |                    |                    |
|                                                                |                                           | Gießener Ring richting Gießen / Frankfurt |                    |                    |